# Masky (film)
Masky (v originále Masques) je francouzský hraný film z roku 1987, který režíroval Claude Chabrol podle vlastního scénáře. Snímek měl světovou premiéru na mezinárodním filmovém festivalu v Berlíně v únoru 1987.

## Děj
Mladý novinář Roland Wolf kontaktuje slavného televizního moderátora Christiana Legagneura pod záminkou napsání jeho biografie. Ve skutečnosti se snaží najít stopy své sestry Madeleine, která záhadně zmizela. Byla přítelkyní Catherine, Legagneurovy kmotřenky. Ta žije se svým kmotrem od útlého věku, když její rodiče zemřeli při nehodě. Ale Catherine je nemocná. Roland se stane jejím milencem a zjistí, že se ji Legagneur snaží zabít, aby se zmocnil majetku, který zdědila po rodičích.

## Obsazení
| Philippe Noiret           | Christian Legagneur |
| Robin Renucci             | Roland Wolf         |
| Anne Brochet              | Catherine Lecœur    |
| Monique Chaumette         | Colette             |
| Pierre-François Duméniaud | Max                 |
| Bernadette Lafont         | Patricia Marquet    |
| Roger Dumas               | Emmanuel Marquet    |
| Pierre Nougaro            | Gustave             |
| Renée Dennsy              | Émilie              |
| Yvonne Decade             | Antoinette          |
| Blanche Ariel             | Rosette             |
| René Marjac               | Maurice             |
| Paul Vally                | Henry               |
| Denise Pezzani            | paní Lemonier       |
| Pierre Hisch              | pan Loury           |
| Michel Dupuy              | asistent            |
| Henri Attal               | dozorce             |
| Dominique Zardi           | Totor               |

## Ocenění
- César: nominace v kategoriích nejlepší herečka ve vedlejší roli (Bernadette Lafont) a nejslibnější herečka (Anne Brochet)